# فرانک مک‌گاروی
فرانک مک‌گاروی (انگلیسی: Frank McGarvey) (زادهٔ ۱۷ مارس ۱۹۵۶ – درگذشتهٔ ۱ ژانویه ۲۰۲۳) بازیکن فوتبال اهل اسکاتلند بود.

## باشگاهی
از باشگاه‌هایی که در آن بازی کرده است می‌توان به باشگاه فوتبال سنت میرن، باشگاه فوتبال سلتیک، باشگاه فوتبال لیورپول اشاره کرد.

## تیم ملی
وی همچنین در تیم ملی فوتبال اسکاتلند بازی کرده است.

## زندگی شخصی و مرگ
در اکتبر ۲۰۲۲، خانواده مک گاروی اعلام کردند که او به سرطان پانکراس مبتلا شده است. او در ۱ ژانویه ۲۰۲۳ در سن ۶۶ سالگیدر حالی که پسرش این خبر را در شبکه‌های اجتماعی تأیید کرد درگذشت.